# Godefroid III de Louvain
Pour les articles homonymes, voir Godefroid.
Godefroid III de Louvain, né vers 1140, mort le 10 ou le 21 août 1190, est comte de Louvain, landgrave de Brabant, marquis d'Anvers puis duc de Basse-Lotharingie (dit Godefroy VII) de 1142 à 1190.

## Histoire
Fils de Godefroid II, comte de Louvain et de Bruxelles, landgrave de Brabant, marquis d'Anvers puis duc de Basse-Lotharingie, par Luitgarde de Sulzbach ; dès son avènement, des parents et des seigneurs brabançons cherchent à profiter de son jeune âge pour se révolter, mettant ses domaines en proie à l'anarchie. Une trêve est provoquée par la prédication pour la seconde croisade et la régence commence à reprendre le pouvoir. Godefroid est présent au couronnement d'Henri, fils de l'empereur Conrad III en 1147. Il fait construire la forteresse de Nedelaer face à la motte de Grimbergen.

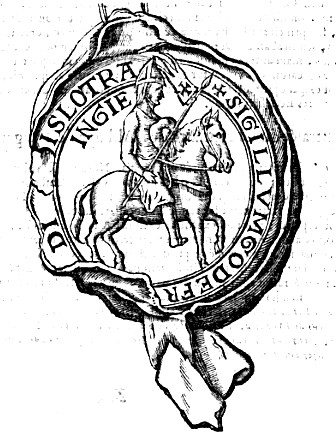
Sceau de Godefroid III de Louvain.

En 1148, l'empereur étant parti en croisade, la guerre reprend au landgraviat de Brabant, et Godefroid, encore jeune, ne peut reprendre le contrôle de ses domaines. Ce n'est qu'avec l'avènement d'un nouvel empereur, Frédéric de Hohenstaufen dit Barberousse en 1154 que la paix est rétablie. Il en profite pour épouser Marguerite de Limbourg, mettant fin à la rivalité entre les deux lignées à propos de la Basse-Lotharingie. En 1159, Godefroid met fin à la guerre avec les Berthout, seigneurs de Grimbergen et Malines, qui a duré dix-huit années (1141 à 1159).
Une bataille oppose Godefroid avec le comte de Hainaut en 1171, où il subit une importante défaite. Il négocie en 1179 pour son fils Henri le mariage de ce dernier avec une nièce de Philippe d'Alsace, comte de Flandre. Dans le contrat du mariage, on promet au survivant les cours de fiefs au comté de Louvain. En 1183, son fils étant capable de gouverner, obtient le titre ducal au landgraviat de Brabant. Godefroid part pour libérer la ville de Jérusalem de 1183 à 1184.
Il meurt en 1190, ayant considérablement augmenté ses domaines, qui sont transmis à son fils Henri de Louvain, puis de Brabant.

## Mariages et descendance
Il épouse en premières noces en 1155 Marguerite de Limbourg (1135 † 1172), fille d'Henri II comte de Limbourg et de Mathilde de Saffenberg. Ils ont :
- Henri (1165 † 1235), premier duc de Brabant ;
- Albert (1166 † assassiné à Reims 1192), archidiacre, puis évêque de Liège.

Veuf, il se remarie vers 1180 à Imaine de Looz († ca 1214), fille de Louis Ier comte de Looz et d'Agnès de Metz, dont :
- Guillaume, seigneur de Perwez et Ruysbroek (1199-1224), né vers 1180, il testa en octobre 1219, mourut après le 1er août 1224 et fut enterré en l'église cistercienne de Villers-la-Ville. Sans alliance connue, il eut au moins un fils naturel, Henri de Stalle (décédé en 1277), auteur de la famille de ce nom, autrefois titulaire du fief éponyme, situé commune d'Uccle, admise aux lignages de Bruxelles de nos jours éteinte[1] ;
- Godefroid († 1225), qui passe une grande partie de sa vie en Angleterre à partir de 1196, ancêtre réputé d'Éléonore de Lovayne (1345 † 1397)[2], dont Guillaume, comte titulaire d'Eu, le cardinal Bourchier, les comtes d'Essex et barons Berners, etc[3].

## Sources
- Ressource relative aux beaux-arts :   - British Museum
- Notice dans un dictionnaire ou une encyclopédie généraliste :   - Deutsche Biographie
- Notices d'autorité :   - VIAF
  - GND
- Alphonse Wauters, « Godefroid III », Académie royale de Belgique, Biographie nationale, vol. 7, Bruxelles, 1883 [détail des éditions], p. 855-865.